# Geistingen
Geistingen è una località del Limburgo fiammingo, in Belgio, frazione del comune di Kinrooi (arrondissement di Maaseik).
Era unita a Ophoven nel comune di Ophoven-Geistingen, soppresso nel 1971 e unito a Kinrooi.